# 中正里 (玉井區)
中正里是臺灣臺南市玉井區的一個里，劃為10鄰，里名係為紀念曾任中華民國總統之蔣介石。

## 範圍
中正里位於玉井區北部，西鄰豐里里，南接玉井、竹圍里，東則以曾文溪與楠西區鹿田、楠西里、照興里為界；境內有後旦、舊社、斗六、中興等聚落。

## 歷史
中正里於日治時期屬臺南州新化郡玉井口霄里大字之一部，戰後口霄里劃為豐里村與中正村，2010年因臺南縣市合併而改制為里。

## 聞人
- 鄭罕池：果農，有臺灣愛文芒果之父的美譽，里內斗六聚落尚有其所植、臺灣首批愛文芒果樹。[3][9][10][11]